# Energia elektryczna
Energia elektryczna to pojęcie o kilku znaczeniach:

## Energia zgromadzona w polu elektrycznym
W polu elektrycznym zgromadzona jest energia. Ilość energii zawartej w jednostce objętości pola elektrycznego wyraża wzór:
{\displaystyle \eta ={\frac {1}{2}}\varepsilon _{o}\left|E\right|^{2},}
gdzie:
{\displaystyle \varepsilon _{o}} – przenikalność elektryczna próżni,
{\displaystyle E} – natężenie pola elektrycznego.
Jednostką gęstości energii jest J/m³.
Energia całkowita zgromadzona w polu elektrycznym jest równa pracy, która jest potrzebna do zbudowania konfiguracji ładunków wytwarzających to pole. Mówi się o energii układu ładunków, ale energia ta jest ona zgromadzona właśnie w polu elektrycznym.

## Energia szczególnych konfiguracji ładunków i pól

### Energia zgromadzona w kondensatorze
Energia zmagazynowana w naładowanym kondensatorze jest równa pracy jaką należy wykonać podczas ładowania kondensatora, co można wyrazić:
{\displaystyle E=W=\int _{0}^{Q}{\frac {q}{C}}dq={\frac {1}{2}}{\frac {Q^{2}}{C}}={\frac {1}{2}}CU^{2},}
gdzie:
{\displaystyle q} – ładunek już zgromadzony w kondensatorze,
{\displaystyle Q} – ładunek, do który zgromadzono na okładce kondensatora,
{\displaystyle C} – pojemność kondensatora,
{\displaystyle U} – napięcie uzyskane między okładkami kondensatora.
Energia ta jest równa energii pola elektrycznego występującego między okładkami kondensatora, co można wyrazić wzorem:
{\displaystyle E=\int \limits _{\text{V}}{\frac {1}{2}}\varepsilon \left|{\mathbf {E} }\right|^{2}dV.}
Dla kondensatora w którym natężenie pola elektrycznego w całej jego objętości jest jednakowe:
{\displaystyle E={\frac {1}{2}}\varepsilon V\left|{\mathbf {E} }\right|^{2},}
gdzie:
{\displaystyle V} – objętość kondensatora (przestrzeni między okładkami).

### Energia pola ładunku sferycznego
Energia zmagazynowana w polu ładunku sferycznego o wartości {\displaystyle Q} i promieniu {\displaystyle R} jest równa pracy jaką należy wykonać by utworzyć ten ładunek:
{\displaystyle E=W=\int _{0}^{Q}{\frac {q}{4\pi \varepsilon _{0}R}}dq={\frac {Q^{2}}{8\pi \varepsilon _{0}R}}.}
Do wytworzenia ładunku punktowego {\displaystyle R\to 0} niezbędna byłaby nieskończenie duża energia.

## Energia prądu elektrycznego
Energia elektryczna prądu elektrycznego to energia, jaką prąd elektryczny przekazuje odbiornikowi wykonującemu pracę lub zmieniającemu ją na inną formę energii. Energię elektryczną przepływającą lub pobieraną przez urządzenie określa iloczyn natężenia prądu płynącego przez odbiornik, napięcia na odbiorniku i czasu przepływu prądu przez odbiornik.
Zużycie energii elektrycznej w technice mierzone jest w kilowatogodzinach [kWh]. Urządzeniem do pomiaru zużycia energii elektrycznej jest licznik energii elektrycznej.
W obwodach prądu przemiennego wyróżnia się moc a tym samym i energię czynną, bierną i pozorną.
Energię zużytą przez urządzenie oblicza się mnożąc jego moc przez czas jego pracy.
Moc jest wyrażana w kilowatach (kW) lub w watach (W), a 1 kW = 1000 W. Im większa jest moc urządzenia, tym więcej zużywa energii elektrycznej w jednostce czasu. Moc, jaką urządzenie pobiera podczas swojej pracy, jest podawana przez producenta w instrukcji obsługi (dane techniczne), na tabliczce znamionowej lub etykiecie energetycznej urządzeń (moc znamionowa).

## Energia elektryczna jako towar na rynku
Energia elektryczna jest przedmiotem obrotu na rynku. Nazwa popularna energii elektrycznej to prąd elektryczny. Elementem składowym ceny rynkowej energii elektrycznej, z uwagi na dużą trudność z jej przechowywaniem, jest cena usługi jej przesyłu. Ta właściwość energii elektrycznej decyduje o tym, że zapotrzebowanie na prąd wynika z jego bieżącego wykorzystania. Tym samym koszty zmienne produkcji energii elektrycznej są ściśle uzależnione od zapotrzebowania na energię elektryczną. Cena zależy od sposobu wytworzenia energii.

### Właściwości energii elektrycznej
Najważniejsze własności energii elektrycznej:
- łatwość transportu, rozdziału i regulacji – przekształcania do parametrów niezbędnych do wykorzystania;
- niezanieczyszczanie środowiska – skoncentrowany w dużych elektrowniach proces wytwarzania energii elektrycznej, głównie z energii cieplnej, zapewnia wysoką wydajność i minimalizację odpadów chemicznych i cieplnych
- wysoka sprawność przetwarzania w inne formy energii użytecznej.

### Wady energii elektrycznej
Właściwością energii elektrycznej jest też trudność jej przechowywania. Musi być ona wytwarzana w momencie zapotrzebowania na nią. Stosowane akumulatory są mało pojemne, mało wydajne oraz ciężkie, co wyklucza je jako środek do magazynowania i transportowania większych ilości energii (do gromadzenia energii wykorzystuje się np. elektrownie szczytowo-pompowe). Prowadzone są prace nad magazynowaniem energii w postaci wodorowych ogniw paliwowych, w których będzie się odzyskiwać energię elektryczną spalając wodór, wcześniej pozyskany w procesie elektrolizy wody wykorzystującej energię elektryczną.